# Список османских наместников Алжира

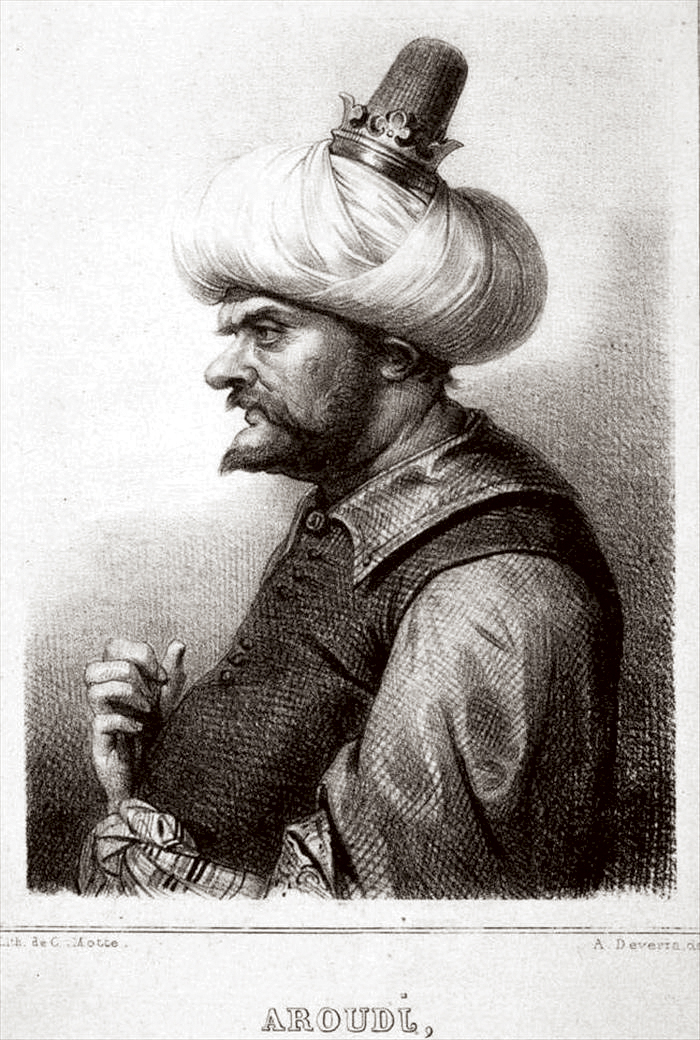
Баба Арудж Барбаросса, первый бейлербей Алжира

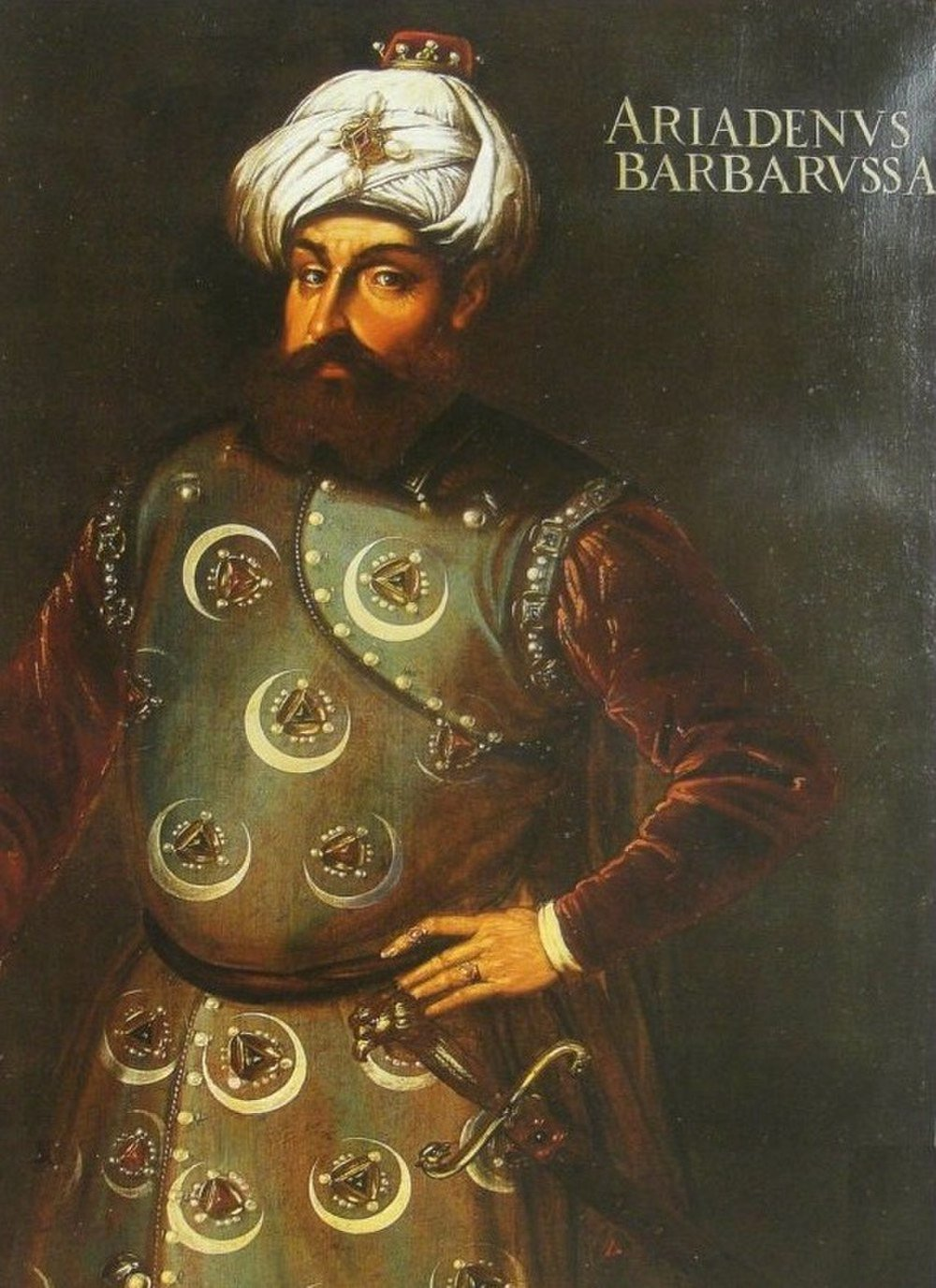
Хайреддин Барбаросса

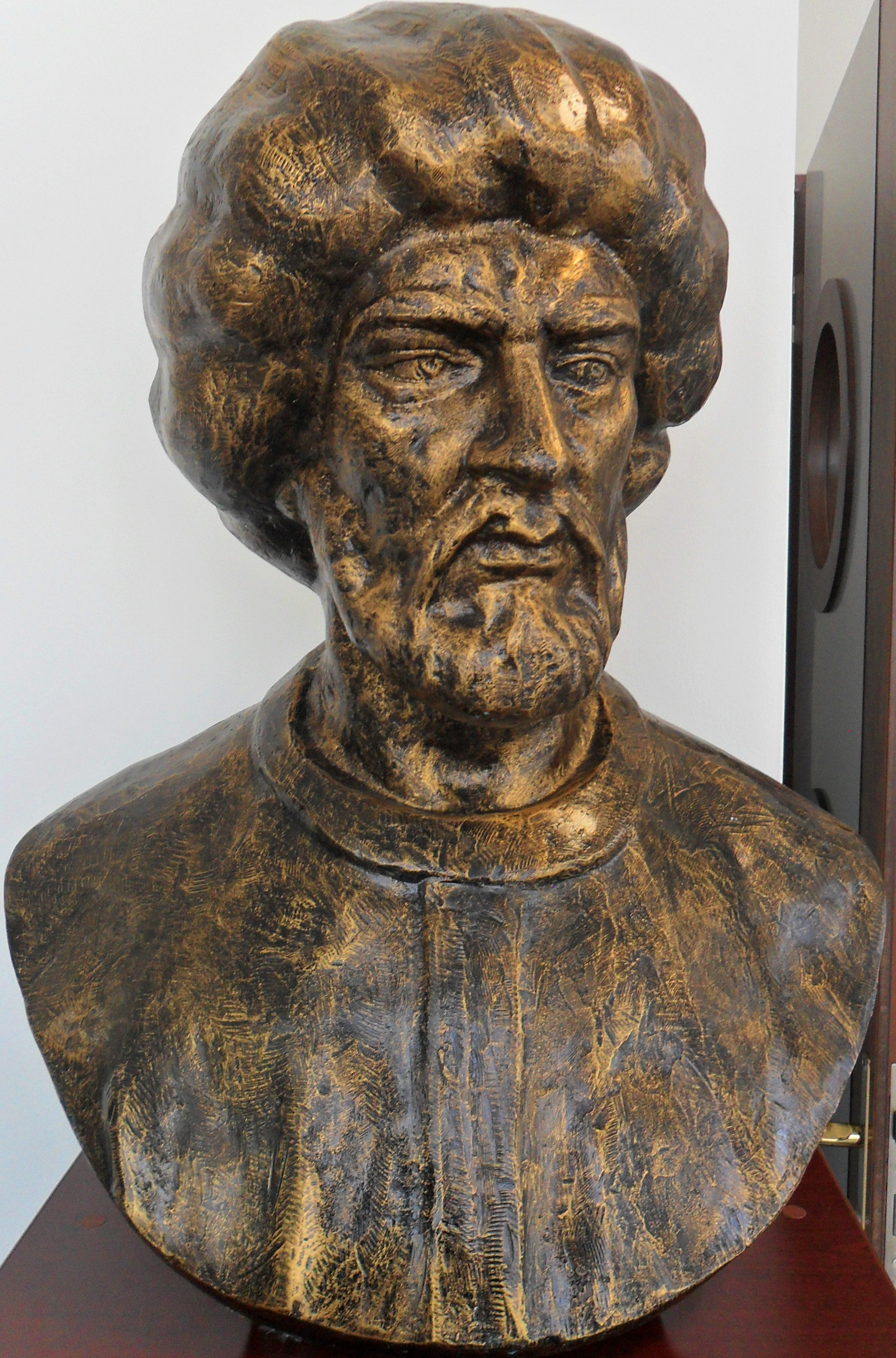
Хаджи Хусейн Меццоморто, бюст в военно-морском музее в Мерсине

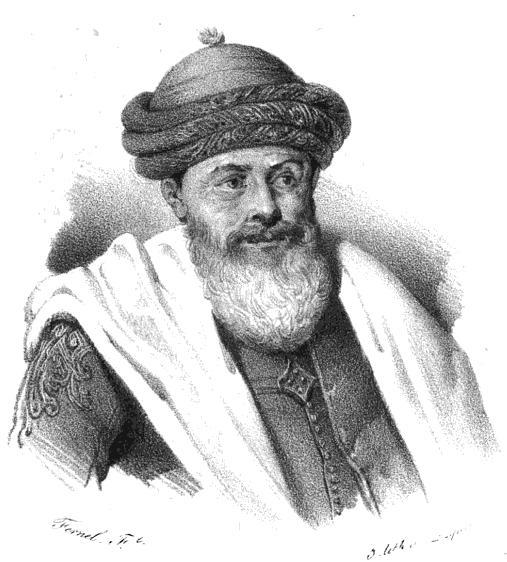
Последний дей Алжира Хусейн ибн Хусейн, 1830 год

Список пашей и деев Османского Алжира:
Бейлербеи Алжира (1517—1576):
- Арудж Барбаросса 1517—1518
- Хайреддин Барбаросса 1518—1545
- Хасан-паша 1545—1552 (сын Хайреддина Барбароссы)
- Салих-реис 1552—1556
- Хасан Корсо  1556
- Мухаммад Куркогли  1556
- Юсуф I  1556
- Яхья-паша  1557
- Хасан-паша (вторично) 1557—1561
- Ахмед Бостанджи  1561—1562
- Хасан-паша (третий раз) 1562—1566
- Мухаммад I Паша  1566—1568 (сын Салих-реиса)
- Улуч Али 1568—1571
- Араб Ахмед-паша  1571—1573
- Рамдан-паша  1573—1576

Паши Алжира (1576—1659):
- Хасан III 1576—1580
- Джафар-паша 1580—1581
- Хасан III (вторично) 1581—1584
- Мами Мухаммад-паша 1584—1586
- Дели Ахмед-паша 1586
- Хасан III (третий раз) 1586—1588
- Хызыр-паша 1588—1591
- Хаджи Шабан-паша 1591—1593
- Мустафа-паша 1593—1594
- Кадир-паша 1594—1595
- Мустафа II паша 1596—1599
- Дели Хасан-паша 1599—1601
- Сулейман-паша 1601—1603
- Мухаммад II 1605—1607
- Мустафа III паша 1607
- Редван-паша 1607—1610
- Кюсса Мустафа 1610—1614
- Хасан IV 1614—1616
- Мустафа IV паша 1616—1619
- Хасан Каид Кюсса 1619—1621
- Кадир-паша 1621—1626
- Хасан Ходжа 1626—1634
- Юсуф II 1634—1645
- Али Бититн 1645 (спорно)
- Махмуд Брусали паша 1645—1647
- Юсуф-паша 1647—1650
- Мехмед -паша 1650—1653)
- Ахмед-паша (первый раз) 1653—1655
- Ибргаим-паша (первый раз) 1655—1656
- Ахмед-паша 1656—1657
- Ибрагим-паша (вторично) 1657—1658
- Ахмед-паша 1658—1659

Аги (1659—1671):
- Халил-ага (1659—1660)
- Рамадан-ага (1660—1661)
- Шабан-ага (1661—1665)
- Али-ага (1665—1671)

Деи Алжира (1671—1718):
- Хаджи Мухаммад  (1671—1682)
- Баба Хасан  (1682—1683)
- Хусейн Паша  (1683—1688)
- Ахмед Шабан  (1688—1695)
- Хаджи Ахмед бен аль-Хаджи  (1696—1698)
- Баба Хасан  (1698—1700)
- Хаджи Мустафа  (1700—1705)
- Хусейн Ходжа  (1705—1707)
- Мухаммад Бекташ (1707—1710)
- Дели Ибрагим  (1710)
- Али Чауш  (1710—1718), получил титул паши

Паши-деи Алжира (1718—1830):
- Мухаммад III бен Хасан  (1718—1724)
- Абди Паша  (1724—1732)
- Ибрагим бен Рамдан  (1732—1745)
- Кучик Ибрагим  (1745—1748)
- Мухаммад IV Паша  (1748—1754)
- Баба Али II Паша  (1754—1766)
- Мухаммад V бен Отман  (1766—1791)
- Баба Хасан  (1791—1799)
- Мустафа VI бан Ибрагим  (1799—1805)
- Ахмед бен Али  (1805—1808)
- Али III бен Мухаммад  (1808)
- Хаджи Али  (1808—1815)
- Хаджи Мухаммад (1815)
- Умар бен Мухаммад  (1815—1817)
- Али IV Паша  (1817)
- Мухаммад VI бен Али  (1817)
- Али V бен Ахмед  (1817—1818)
- Хусейн бен Хусейн (1818—1830)

В июне 1830 года город Алжир был завоеван Францией.